# Ruža Tumbas
Ruža Tumbas (Subotica, 1929.), bačka hrvatska je samouka slikarica i kulturna djelatnica.

## Životopis
Rodila se 1929. u Subotici. U rodnoj Subotici je pohađala žensku gimnaziju.
Radila je u tvornici Bratstvu te u SDK-u, u kojoj je dočekala mirovinu 1983. godine.
1969. se je uključila u rad Likovne kolonije HKPD Matija Gubec iz Tavankuta.
Bila je među osobama koje su osnovale HKC Bunjevačkog kola, a učlanila se u Likovnu sekciju tog društva zajedno s članicama HKPD Matija Gubec Tavankut Stipanom Šabićem, Šimom Peićem, Cecilijom Milanković, Anom Skenderović, Cilom Bajić i Cilikom Dulić Kasibom.
Samostalno je izlagala u Subotici (15 puta), a skupno je izlagala u Subotici, Somboru, u Kraljevu, u Hrvatskoj (u Osijeku), u BiH (u Mostaru), u Mađarskoj (u Segedinu). Jedna njena skupna izložba je bila sa svojom djecom, 2011. godine, u ogranku Gradske knjižnice na Paliću.
Slika pastelom. Omiljena su joj tema salaši, nešto što je neodvojivo od Subotice i okolice i pejzaži.
Od 1970. godine rad joj karakterizira "zavičajna zaokupljenost". (pripremljeni govor subotičkog povjesničara umjetnosti Bela Durancija za izložbu u galeriji Likovnog susreta od 18. svibnja 2007.). Njene slike su uspjele postati "stvarnost istinitija od realnosti, prepoznatljivost samoukog liričara".
Slikanje joj nije nostalgično, nego odražava paorski spokoj.
Djeca su joj se također pošla putem likovnog izražavanja. Ruža Tumbas je mati subotičkog novinskog fotografa Nikole Tumbasa Photonina, pionira subotičkog elektronskog novinarstva, vlasnika internetskog portala subotica.info, čije su fotografije na brojnim subotičkim portalima i internetskim stranicama ustanova Hrvata iz Vojvodine, čime je postao kroničar subotičkih zbivanja od 1999. godine do danas. Kćeri Aleksandra i Najda su također pošle slikarskim putem: Aleksandra slika pejzaže, a Najda, studentica pejzažne arhitekture, crta grafike nadahnute aimiranim filmom Corpse Bride Tima Burtona.

## Vanjske poveznice
- ZKVH[neaktivna poveznica] Izložba slika Ruže Tumbas u Subotici, 28. travnja 2017.
- (srpski) Dnevni list Danas, Beograd V. L. : Slikarski zapisi o Subotici (sadrži slike)